# Timothée Ier de Constantinople
 (janvier 2024).
Si vous disposez d'ouvrages ou d'articles de référence ou si vous connaissez des sites web de qualité traitant du thème abordé ici, merci de compléter l'article en donnant les références utiles à sa vérifiabilité et en les liant à la section « Notes et références ».
Timothée Ier fut patriarche de Constantinople d'octobre 511 à sa mort le 5 avril 517.

## Biographie
Les informations transmises à son sujet sont assez maigres. Il était sacristain (σκευοφύλαξ) de la cathédrale Sainte-Sophie et fut élu en remplacement de Macédonius II, déposé et exilé sous l'accusation de nestorianisme. Il fut choisi par l'empereur Anastase Ier en raison de ses tendances monophysites : l'empereur était alors fortement influencé par Sévère d'Antioche et Philoxène de Mabboug. Le 4 novembre 512, le patriarche introduisit dans la liturgie de Sainte-Sophie (et le lendemain à l'église Saint-Théodore) l'addition au Trisagion qui était due à l'origine à Pierre le Foulon (« qui fut crucifié pour nous »), provoquant ainsi de violentes émeutes  dirigées par des moines de la capitale (4-8 novembre) ; l'empereur Anastase dut fuir le Palais impérial, le consul Areobindus, époux de la princesse Anicia Juliana, fut acclamé empereur par la foule, et Anastase put à peine se rétablir grâce à un habile discours devant le peuple rassemblé dans l'Hippodrome (8 novembre). Cependant, dans le même temps, le patriarche d'Antioche Flavien II ayant lui aussi été déposé sous l'accusation de nestorianisme, Sévère fut intronisé à sa place (18 novembre). Comme ce dernier qui le fit en 514, Timothée réunit en 515 un synode des évêques de son ressort qui proclama que l'Hénotique annulait le concile de Chalcédoine.
Cependant, Vitalien, commandant des troupes impériales dans les Balkans et neveu de l'ancien patriarche Macédonius II, s'était rebellé en 513 ; en 514, ayant défait les troupes fidèles envoyées contre lui, il assiégea Constantinople où des émeutes éclatèrent à nouveau. Anastase promit de rétablir le Trisagion orthodoxe, de restaurer les évêques déposés pour leur attachement au concile de Chalcédoine, et de réunir un nouveau concile œcuménique. Vitalien s'étant retiré, l'empereur n'honora aucune de ses promesses.
En plus de l'addition au Trisagion, Timothée Ier introduisit aussi à Constantinople une autre innovation liturgique due à Pierre le Foulon : réciter le symbole de Nicée à toutes les messes, et non plus seulement le vendredi saint. Il mourut à son poste trois mois avant Anastase.